# Ischnopteris marmorata
Ischnopteris marmorata är en fjärilsart som beskrevs av Paul Dognin 1913. Ischnopteris marmorata ingår i släktet Ischnopteris och familjen mätare. Inga underarter finns listade i Catalogue of Life.